# Scherma ai XIII Giochi del Mediterraneo
I tornei di  Scherma ai XIII Giochi del Mediterraneo si sono svolti presso il Palazzo della scherma di Foggia. Le competizioni si sono svolte sia in ambito maschile che in ambito femminile, mettendo in palio un totale di 4 ori, 4 argenti e 4 bronzi nelle seguenti specialità:
- Fioretto
- Sciabola
- Spada

La nazione dominatrice è stata l'Italia, che ha conquistato ben 3 medaglie d'oro su 4 gare in programma e ben 7 delle 12 medaglie totali disponibili.

## Podi

### Uomini
| Evento               | Oro               | Argento           | Bronzo             |
| Spada                |                   |                   |                    |
| Spada individuale    | Frantz Philippe   | Maurizio Randazzo | Miguel Gómez       |
| Fioretto             |                   |                   |                    |
| Fioretto individuale | Stefano Cerioni   | Javier García     | Alessandro Puccini |
| Sciabola             |                   |                   |                    |
| Sciabola individuale | Giampiero Pastore | Tonhi Terenzi     | Fernando Medina    |

### Donne
| Evento               | Oro               | Argento              | Bronzo           |
| Fioretto             |                   |                      |                  |
| Fioretto individuale | Giovanna Trillini | Annamaria Giacometti | Adeline Wuillème |

## Medagliere
| Posizione | Paese   |   |   |   | Totale |
| --------- | ------- | - | - | - | ------ |
| 1         | Italia  | 3 | 3 | 1 | 7      |
| 2         | Francia | 1 | 0 | 1 | 2      |
| 3         | Spagna  | 0 | 1 | 2 | 3      |
| Totale    | Totale  | 4 | 4 | 4 | 12     |